# Hero Attena
Hero Attena genannt olde Hero von Dornum (* vermutlich kurz nach 1330 (genannt 1358–1400); † um 1410/11) war im 14. Jahrhundert ostfriesischer Häuptling von Dornum und Nesse im Norderland.

## Leben
Hero Attena galt in der Geschichtsschreibung als Urahn der Dornumer Häuptlinge aus der Familie Attena. Das ist nach Ansicht der Historikerin Almuth Salomon nicht haltbar, da es in den Quellen des 14./15. Jahrhunderts keinen Hinweis darauf gibt, dass sich die Dornumer Häuptlinge selbst jemals Attena genannt haben. Hero war Eigentümer der Dornumer Westerburg, an der die Hauptgerechtigkeit über Dornum hing. Die Norderburg befand sich ebenfalls in seinem Besitz, hatte ursprünglich aber wohl andere Eigentümer. Unklar ist, ob Hero oder einer seiner Vorfahren durch Heirat in ihren Besitz kam. Gleiches gilt für die Burg in Nesse, die sich möglicherweise schon im Besitz von Hero befand. Denkbar ist auch, dass sie den tom Brok gehörte und mit der Heirat von Ocka und Heros Sohn Lütet in den Besitz der Familie kam.
1358 unterzeichnete Hero als Vertreter seines Landesviertels im Harlingerland einen Vertrag seiner Landesgemeinde mit der Hansestadt Bremen. Auch bei einem Vertragsabschluss vieler Ostfriesischer Häuptlinge mit den Hansestädten gehörte Hero am 25. Mai 1400 zu den Unterzeichnern. Um 1400 waren er und ein weiterer Hero (vermutlich sein Enkel) auf Seiten der tom Brok in die Kämpfe der Ostfriesischen Häuptlinge untereinander und mit der Stadt Hamburg beteiligt.

## Familie
Der Name der Ehefrau Heros ist unbekannt. Möglicherweise hieß sie Etta aus der Familie Cirksena. Das Paar hatte mindestens drei Söhne, Enno, Lütet und Eger. Von diesen erbte sein Sohn Eger, der wahrscheinlich mit Idze Idzinga (einer führenden Familie des Norderlandes) verheiratet war, die Westerburg. Die Norderburg ging in den Besitz von Lütet, dem Ehemann von Ocka tom Brok, über.

## Tod

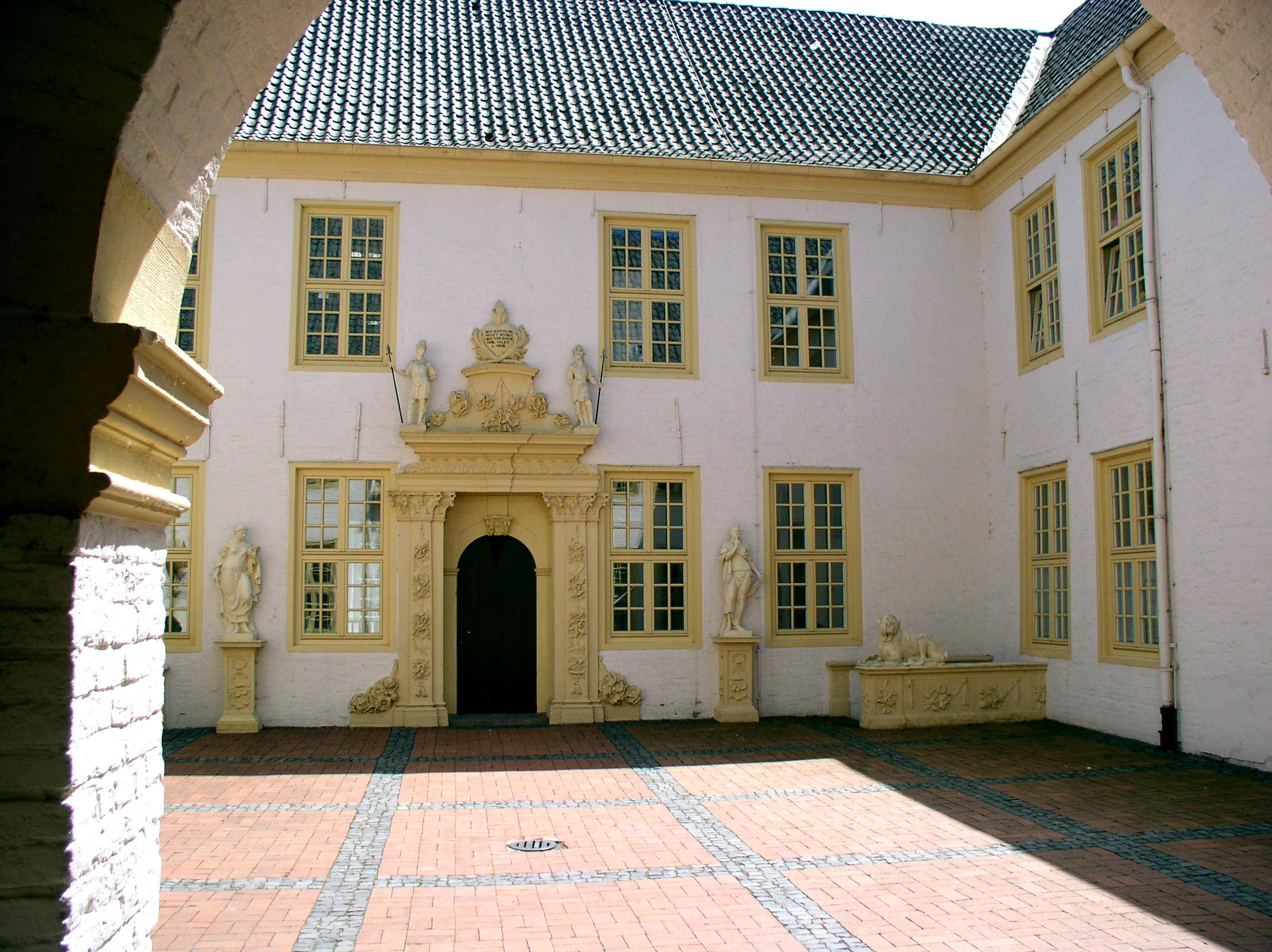
Hof der Norderburg in Dornum

Heros Sohn Lütet beschwerte sich bei Foelke Kampana mehrfach über die Treulosigkeit seiner Frau Ocka. Foelke soll ihm den Rat gegeben haben, diese zu töten. Als Lütet Ocka wiederholt beim Ehebruch ertappte, erschlug er sie. Das wiederum erzürnte Foelke, die Lütet ergreifen wollte. Dieser floh zur Norderburg seines Vaters Hero, welche Foelke belagern ließ und schließlich einnahm. Auf ihren Befehl hin wurden Lütet und sein Vater im Burghof hingerichtet.